# Абагайтуй (острів)
Острів Абагайтуй (спрощ.: 阿巴该图洲渚; кит. трад.: 阿巴該圖洲渚; піньїнь: Ābāgāitú Zhōuzhǔ; рос. Большой остров,) — острів на річці Аргунь, розділений між Китайською Народною Республікою (Внутрішня Монголія) та Росією (Забайкальський край). Площа — 58 км²
Острів був анексований Радянським Союзом в 1929 році, анексія не була визнана Китаєм, в результаті чого з'явилася прикордонна суперечка, яка тривала понад сімдесят років.
14 жовтня 2004 року було підписано Додаткову угоду між Китайською Народною Республікою та Російською Федерацією про Східну секцію Китайсько-російського кордону, в якій Росія погодилася відмовитися від контролю над частиною острова Абагайтуй. У 2005 році Російська Дума та Китайський народний з'їзд затвердили угоду.